# Baxter International
Baxter International ist ein weltweit operierendes US-amerikanisches Unternehmen, das in den Bereichen Pharmaindustrie und Medizintechnik tätig ist.

## Kenndaten
Im Jahr 2022 waren weltweit 60.000 Mitarbeitende in rund 100 Ländern mit circa 50 Produktionsstandorten bei Baxter beschäftigt, gemäß Zahlen aus dem Jahr 2012 davon 950 Mitarbeiter in Deutschland. Die größten Standorte in Europa befinden sich in Wien und in Orth an der Donau, wo rund 3800 Mitarbeiter beschäftigt sind.
Die Baxter-Aktie wird an der New Yorker Aktienbörse gehandelt.
Baxter erwirtschaftete im Jahr 2022 weltweit einen Umsatz in Höhe von 15,1 Mrd. US-Dollar, was einem Wachstum von 18 Prozent gegenüber dem Vorjahr entspricht.
9 Mrd. US-Dollar entfielen davon auf den amerikanischen Markt, während im internationalen Geschäft 6,1 Mrd. US-Dollar Umsatz erwirtschaftet wurden. Fast 45 Prozent des Umsatzes werden außerhalb der USA erzielt.
In Europa, dem Nahen Osten und Afrika (EMEA) erwirtschaftete das Unternehmen im letzten Jahr einen Umsatz von 3,8 Milliarden US-Dollar und beschäftigte dort im Jahr 2012 rund 15.000 Mitarbeitende. Die Region EMEA ist für rund 25 Prozent des Gesamtumsatzes von Baxter verantwortlich und somit der wichtigste Markt außerhalb den USA. Wichtigstes Produkt ist Advate, ein Faktor-VIII-Präparat zur Behandlung der Hämophilie A.
2022 gab Baxter rund 605 Millionen US-Dollar für Forschung und Entwicklung aus, etwa 10 Prozent mehr als im Vorjahr. Baxter forscht an Impfstoffen, Hämotherapeutika, der Entwicklung der Stammzelltherapie und der Behandlung der Alzheimer-Krankheit.
Im Jahr 1997 erwarb Baxter International in mehreren Schritten das in Österreich in der Impfstoff- und Fibrinherstellung arbeitende Unternehmen Immuno AG. Das erworbene Unternehmen beschäftigte damals etwa 3500 Mitarbeitende und erwirtschaftete 4,4 Milliarden Österreichische Schilling (umgerechnet 320 Millionen Euro).
Heute ist Baxter Österreich der größte einzelne Baxter-Standort außerhalb den USA und der wichtigste Forschungsstandort von Baxter BioScience weltweit.
Am 4. Dezember 2012 gab Baxter die Übernahme von Gambro zu einem Kaufpreis von rund drei Mrd. Euro bekannt.
Am 2. September 2021 wurde bekannt gegeben, dass Hill-Rom für 12,4 Milliarden US-Dollar übernommen wird.

## Struktur
Baxter International gliedert sich in zwei Geschäftsbereiche: BioScience und Medical Products. BioScience erzielte 2011 einen Umsatz von 6,1 Milliarden US-Dollar mit der Behandlung von Hämophilie und anderen Blutgerinnungsstörungen, Immundefekten, intraoperativer Wundversorgung und mit der Entwicklung von Impfstoffen, die lebensbedrohliche Erkrankungen verhindern.
Der Bereich Medical Products erwirtschaftete 2011 einen Umsatz von 7,8 Milliarden US-Dollar. Dieser entwickelt Arzneimittel und Verabreichungssysteme für Anästhesie, Infusionstherapie, Onkologie und Schmerztherapie sowie für Medizinprodukte und Präparate für die Dialyse. Schwerpunkt ist die Peritonealdialyse – eine Form der Dialyse, die zu Hause durchgeführt werden kann.
Im März 2014 wurde bekannt, dass Baxter analog dazu zwei separate Healthcare-Firmen gründen will (etwa vergleichbar mit dem Split von Abbott/AbbVie zum 1. Januar 2013.). Am 30. April 2015 hat sich Baxter in zwei voneinander unabhängige globale Healthcare-Unternehmen aufgespalten, nämlich in Baxter und Baxalta. Baxter will sich weiterhin auf die Herstellung und den Vertrieb von Produkten der Ernährungstherapie, der Onkologie, der Arzneimittelverabreichung, der vorgemischten und injizierbaren Arzneimittel, der Inhalationsanästhetika sowie der intraoperativen Wundversorgung und des intraoperativen Gewebemanagements konzentrieren. Zudem will Baxter weiterhin ein Produkt- und Dienstleistungsportfolio für Patienten mit akuter und chronischer Niereninsuffizienz anbieten. Baxalta hingegen beinhaltet die ehemalige Biotechnologiesparte von Baxter. 2016 wurde Baxalta von dem irischen Unternehmen Shire übernommen.

## Geschichte
Das Unternehmen wurde 1931 von Don Baxter und  Ralph Falk als Don Baxter Intravenous Products Corporation gegründet und beschäftigte sich zunächst mit der Produktion und dem Vertrieb von Infusionslösungen. Es belieferte damit die US-amerikanischen Streitkräfte, die im Zweiten Weltkrieg einen erhöhten Bedarf an entsprechendem Material hatten. Es konnte expandieren, andere Unternehmen übernehmen und in den 1950er Jahren international tätig werden. Die Entwicklung einer künstlichen Niere durch Willem Kolff, der 1950 von den Niederlanden in die USA emigrierte, gab dem Unternehmen Anschub. Der von Kolff entwickelte „Twin Coil“-Dialysator war das erste kommerziell erhältliche Gerät seiner Art, obgleich bereits 1924 die erste extrakorporale „Blutwäsche“ (Hämodialyse) mittels einer „künstlichen Niere“ von Georg Haas erfolgreich an einem Patienten durchgeführt worden war. 1961 ging Baxter an die Börse und engagierte sich beim Bau von Oxygenatoren für die Herz-Lungen-Maschine und der Herstellung von Gerinnungsfaktoren. 1975 bezog das Unternehmen seine heutige Zentrale in Deerfield. Auch an der Entwicklung der maschinellen Autotransfusion war Baxter mit einem Zellseparator beteiligt. Baxter expandierte weiter international und übernahm andere Unternehmen der Biotechnologie.
| 1931 | Unternehmensgründung                                                                                             |
| 1931 | Erste kommerziell hergestellte IV-Lösungen                                                                       |
| 1939 | Erster steriler Vakuumbehälter zur Blutentnahme                                                                  |
| 1941 | Erster Behälter zur Plasmatrennung und -aufbewahrung                                                             |
| 1956 | Erste industriell hergestellte künstliche Niere                                                                  |
| 1959 | Erster flexibler Blutentnahme-Beutel aus Kunststoff                                                              |
| 1968 | Erstes industriell hergestelltes Blutgerinnungsfaktor VIII-Konzentrat                                            |
| 1971 | Erster Kunststoffbeutel für Infusionslösungen                                                                    |
| 1974 | Erste gebrauchsfertige Infusionslösungen vermarktet                                                              |
| 1977 | Erste Therapie für Patienten mit Hämophilie, die Antikörper gegen Gerinnungsfaktor VIII oder IX entwickelt haben |
| 1978 | Erstes ambulantes Peritonealdialyse-System                                                                       |
| 1979 | Erster automatischer Blutzellenseparator                                                                         |
| 1982 | Erstes hitzebehandeltes Faktor-VIII-Konzentrat                                                                   |
| 1988 | Erstes Faktor-VIII-Konzentrat, das mit monoklonalen Antikörpern hochgereinigt wurde                              |
| 1991 | Erstes nadelloses System für intravenöse Therapien                                                               |
| 1992 | Herstellung des ersten rekombinanten Gerinnungsfaktor VIII                                                       |
| 1997 | Erster Dreikammer-Beutel für parenterale Ernährung                                                               |
| 2003 | Erstes Faktor-VIII-Konzentrat, das ohne menschliche oder tierische Plasmaproteine hergestellt wird               |
| 2005 | Erstes Albumin in flexiblem Kunststoffbehälter                                                                   |
| 2007 | Erster nadelloser Infusionsadapter mit antimikrobieller Beschichtung                                             |
| 2009 | Zulassung des ersten zellkulturbasierten H1N1-Influenzaimpfstoffs                                                |
| 2011 | Erster Dreikammer-Beutel für parenterale Ernährung in der Neonatologie                                           |
| 2016 | Numeta G13E auf den Markt gebracht                                                                               |
| 2020 | Einführung eines neuen Geschäftsbereichs, Baxter BioPharma Solutions                                             |

## Standorte
- Toongabbie (Sydney), Australien
- Lessines, Belgien
- São Paulo, Brasilien
- Alliston, Kanada
- Guangzhou, China
- Suzhou, China
- Shanghai, China
- Cali, Kolumbien
- Cartago, Costa Rica
- Přerov, Tschechische Republik
- Bajos de Haina, Dominikanische Republik
- Meyzieu, Frankreich
- Hechingen, Deutschland
- Bielefeld, Deutschland
- Rostock, Deutschland
- Halle (Westf.), Deutschland
- Unterschleißheim, Deutschland
- Castlebar, Irland
- Swinford, Irland
- Medolla, Italien
- Poggio Rusco, Italien
- Sondalo, Italien
- Grosotto, Italien
- Miyazaki, Japan
- Marsa, Malta
- San Ġwann, Malta
- Cuernavaca, Mexiko
- PESA, Mexiko
- Tijuana, Mexiko
- Wien, Österreich
- Guayama, Puerto Rico
- Jayuya, Puerto Rico
- Aibonito, Puerto Rico
- Woodlands, Singapur
- Sabinanigo, Spanien
- Lund, Schweden
- San Vittore GR, Schweiz
- Zürich, Schweiz
- Volketswil, Schweiz
- Campocologno, Schweiz
- Liverpool, Großbritannien
- Thetford, Großbritannien
- Opelika, Alabama, USA
- Mountain Home, Arkansas, USA
- Englewood, Colorado, USA
- Round Lake, Illinois, USA
- Bloomington, Indiana, USA
- Brooklyn Park, Minnesota, USA
- Cleveland, Mississippi, USA
- Medina, New York, USA
- North Cove, North Carolina, USA

### Österreich
Österreich war bis zur Unternehmenstrennung am 30. April 2015 mit 4.000 Mitarbeitern der größte Standort von Baxter International Inc. außerhalb den USA und – mit Niederlassungen in Wien und Orth an der Donau – der wichtigste Forschungsstandort des Geschäftsbereiches Baxter BioScience weltweit. Circa 900 Forschende aus dem In- und Ausland arbeiteten hier an der Erforschung neuer Wirkstoffe und an der Weiterentwicklung bereits am Markt befindlicher Medikamente. Schwerpunkte des Bereiches BioScience bilden die Entwicklung und Produktion biotechnologischer und biopharmazeutischer Therapeutika. 90 Prozent der in Österreich entwickelten und hergestellten Arzneimittel gehen in den Export.
Baxter gliedert sich in Österreich in drei operative Gesellschaften: die Baxter AG, die Baxter Innovations GmbH und die Baxter Healthcare GmbH.
Die Baxter AG ist mit der Produktion von plasmatischen und rekombinanten (das heißt biotechnologisch hergestellten Proteinen) Medikamenten und der Herstellung von Impfstoffen des Geschäftsbereiches BioScience befasst. Sie betreibt sieben Plasmazentren in mehreren österreichischen Bundesländern und ist für den Erwerb und die Gewinnung von Blutplasma für die Herstellung lebenswichtiger Medikamente verantwortlich. In Wien befindet sich die größte europäische Plasmafraktionierung des Unternehmens. Die Baxter AG beschäftigt rund 3000 Mitarbeitende (Stand Dez. 2011).
In der Baxter Innovations GmbH in Wien und Orth an der Donau sind die Forschungs- und Entwicklungsaktivitäten des Unternehmens in Österreich gebündelt. Zwei Drittel der Forschungsaktivitäten – zum Beispiel die Erforschung neuer Impfstoffe, neuer therapeutischer Proteine, Stammzellentherapien oder Substanzen zur Wund- und Knochenheilung – finden in Österreich statt. Mehr als 75 Prozent der für Baxter BioScience tätigen Wissenschaftler sind in Österreich ansässig. Rund 900 Forschende aus dem In- und Ausland arbeiten hier an neuen Wirkstoffen und der Weiterentwicklung bereits am Markt befindlicher Medikamente. Ein Forschungsschwerpunkt von Baxter in Österreich liegt auf Blutgerinnungsstörungen, insbesondere Hämophilie. In Wien wurde zum Beispiel das 2003 zugelassene, weltweit erste Faktor-VIII-Konzentrat ohne Verwendung menschlicher und tierischer Bestandteile entwickelt. Ein weiterer Schwerpunkt liegt auf dem Gebiet der Virologie. Bereits 1976 kam der weltweit erste FSME-Impfstoff (zur Vorbeugung gegen Hirnhautentzündung nach Zeckenbiss) auf den Markt. Baxter ist weltweit ebenfalls ein wichtiges Unternehmen bei der Bekämpfung von Pandemien. In Österreich wurde die serum- und plasmaproteinfreie Verozell-Technologie für die rasche Herstellung von Pandemie-Impfstoffen entwickelt.
Die Baxter Healthcare GmbH ist für den Vertrieb von Baxter-Produkten beider Geschäftsbereiche (BioScience und Medical Products) in Österreich verantwortlich.

### Deutschland
In Deutschland wurde die erste Niederlassung des Unternehmens 1960 gegründet. Neben der Zentrale in Unterschleißheim bei München ist Baxter in Deutschland mit drei Produktionsanlagen in Halle/Westfalen und Bielefeld, Hechingen sowie einem Zentrallager in Höchstadt an der Aisch ansässig. Das Unternehmen beschäftigt rund 950 Mitarbeitende in Vertrieb, Marketing und Produktion.
Es gliedert sich in Deutschland in zwei operative Gesellschaften: die Baxter Deutschland GmbH sowie die Baxter Oncology GmbH. Durch die Übernahme von Gambro 2012 beschäftigt Baxter in Deutschland weitere rund 1400 Mitarbeitende im Werk in Hechingen.
Baxter Oncology ist mit zwei Produktionsstandorten in Deutschland vertreten (Halle/Westfalen und Bielefeld). Diese Unternehmenssparte entwickelt, produziert und vertreibt weltweit Produkte, die in der Krebstherapie zum Einsatz kommen, zum Beispiel zur Therapie von Brust- und Darmkrebs sowie bei Non-Hodgkin-Lymphomen. In Halle wird auch der SARS-CoV-2-Impfstoff Comirnaty abgefüllt. Innerhalb von anderthalb Tagen sollen dort laut Produktionsplan 166.600 Vials die Fabrik verlassen haben.
Die Baxter Deutschland GmbH ist die Unternehmenszentrale in Deutschland und für den Vertrieb von Baxter-Produkten beider Geschäftsbereiche (BioScience und Medical Products) verantwortlich.

### Schweiz
Baxter ist seit rund 30 Jahren in der Schweiz tätig und beschäftigt dort rund 900 Mitarbeitende. Die Marketing & Vertriebsorganisation für die Schweiz, die Baxter AG, ist in Volketswil ansässig. Produktionsstätten sind in Neuchâtel, Campocologno und San Vittore. Der europäische Hauptsitz von Baxter, die Baxter SA, befindet sich ebenfalls in der Schweiz, in Opfikon (Kanton Zürich).

## Produkte

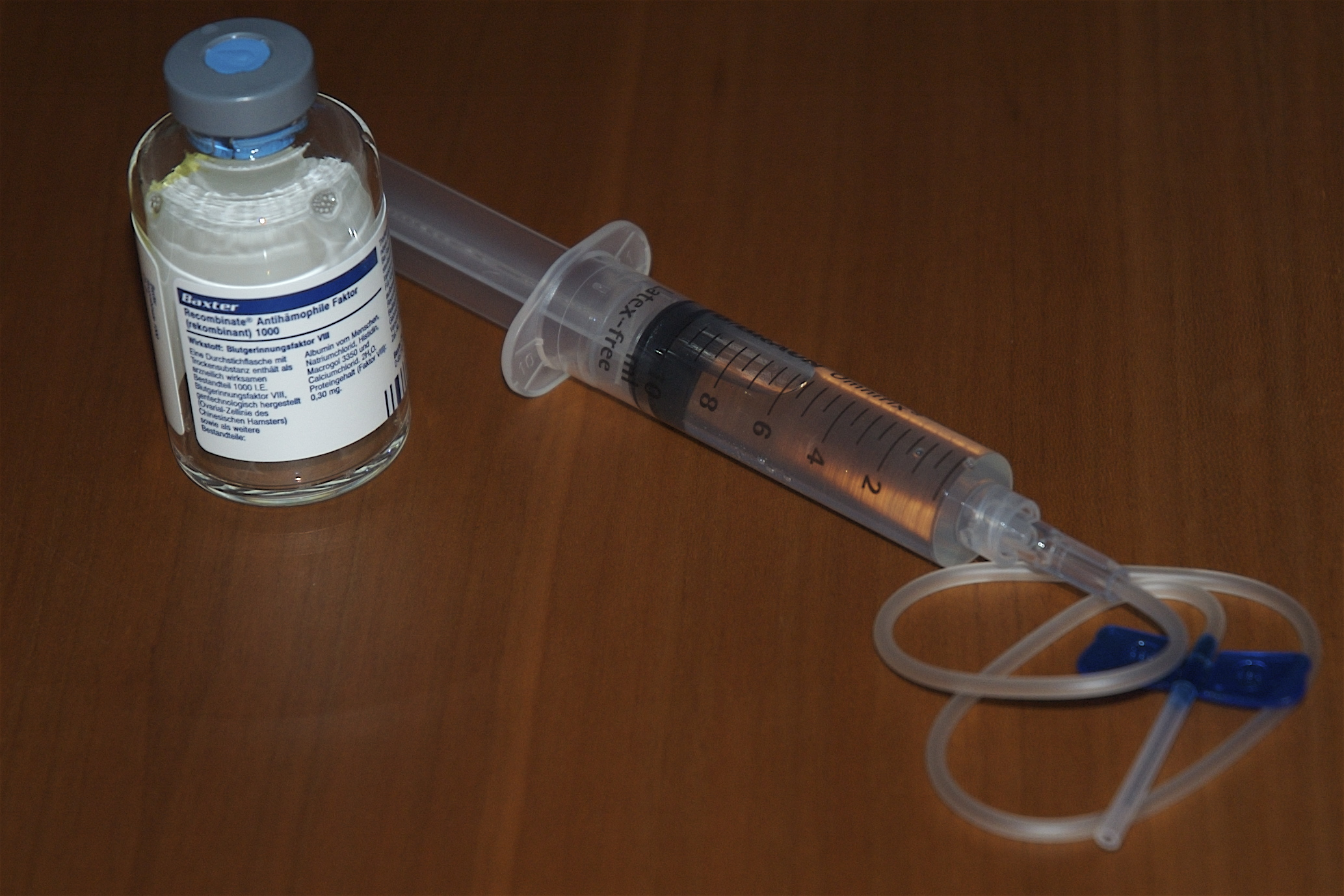
Faktor-VIII-Präparat von Baxter

Das Produktspektrum umfasst Medikamente für die Anästhesiologie und Intensivmedizin, die teilweise aus Blutspenden gewonnen werden und das Gerinnungs- und das Immunsystem beeinflussen. Zudem werden Impfstoffe und Zytostatika hergestellt. Baxter vertreibt medizintechnische Geräte und Medizinprodukte für die Transfusionsmedizin, die Infusions- und Schmerztherapie, und die Behandlung von Niereninsuffizienz.
Des Weiteren ist Baxter im Bereich der Ernährungsmedizin tätig, spezialisiert auf parenterale Ernährung. Wichtigstes Produkt ist hier Olimel – ein Dreikammerbeutel für die parenterale Ernährung.

## Gesellschaftliches Engagement
Baxter wirbt mit seinem Engagement für Nachhaltigkeit. Es ist eines von drei Healthcare-Unternehmen weltweit und das einzige US-amerikanische Unternehmen im Gesundheitswesen, das seit 2005 jedes Jahr in die Liste der Global 100 aufgenommen wurde. 2012 befand sich Baxter auf Rang 86.

## Qualitätsmängel

### HIV-kontaminierte Blutprodukte
Wie andere Pharmaunternehmen auch, war Baxter in den „Blutskandal“ um mit HIV kontaminierte Blutprodukte verwickelt, die in den 1980er-Jahren weltweit auf den Markt gebracht wurden. Viele Hämophiliepatienten erkrankten und starben dadurch an AIDS. Mit der Entwicklung des gentechnisch hergestellten Octocog-alfa konnte später dieses Risiko ausgeschlossen werden. Die Pharmaunternehmen zahlten Entschädigungen.

### Rückruf von Heparinpräparaten
Ende 2007 und Anfang 2008 kam es nach der Gabe von Heparin, das von Baxter hergestellt wurde, in den USA bei etwa 800 Patienten zu schweren allergischen Reaktionen. Hierdurch verstarben 246 Menschen. Baxter stellte die Produktion ein, das Medikament wurde jedoch zunächst weiter verwendet. Im Folgenden wurde es vom Markt genommen und zurückgerufen. Der von Baxter angekaufte Rohstoff war mit einer dem Wirkstoff ähnlichen Substanz verunreinigt, was die Aufklärung der Vorfälle erschwerte. Es handelte sich um übersulfatiertes Chondroitinsulfat, das wie Heparin zu den Mucopolysacchariden zählt. Der Baxter-Lieferant SPL hatte Rohheparin aus China bezogen. Dort entstand die Verunreinigung. Sie wurde möglicherweise aus Kostengründen absichtlich herbeigeführt.
In Deutschland traten im gleichen Zeitraum nach der Verwendung von Heparin eines anderen Herstellers circa 80 Fälle schwerer allergischer Reaktionen auf. Auch hier war verunreinigter Rohstoff aus China bezogen worden.
Der Skandal um kontaminiertes Heparin aus schlecht kontrollierten chinesischen Fertigungsstätten nahm internationale und herstellerübergreifende Ausmaße an. Kontaminiertes Heparin konnte in zwölf Ländern von Europa bis Japan und Australien sichergestellt werden. China war der weltweit größte Produzent von Heparin. Um eine Kontamination mit BSE-Erregern zu vermeiden, war man bei der Herstellung von Heparin von Rinderlunge zu Schweinedarm als Rohstoff übergegangen. China konnte aufgrund der Ernährungsgewohnheiten seiner großen Bevölkerung den Bedarf maßgeblich decken. Dabei kam es zur Arzneimittelfälschung in krimineller Absicht. Die beteiligten chinesischen Unternehmen waren teilweise nur als Hersteller chemischer oder landwirtschaftlicher Produkte lizenziert. So waren sie geringerer Kontrolle durch chinesische oder ausländische Aufsichtsbehörden unterworfen, als wenn sie als Pharmaunternehmen aufgetreten wären.